# Andradyt

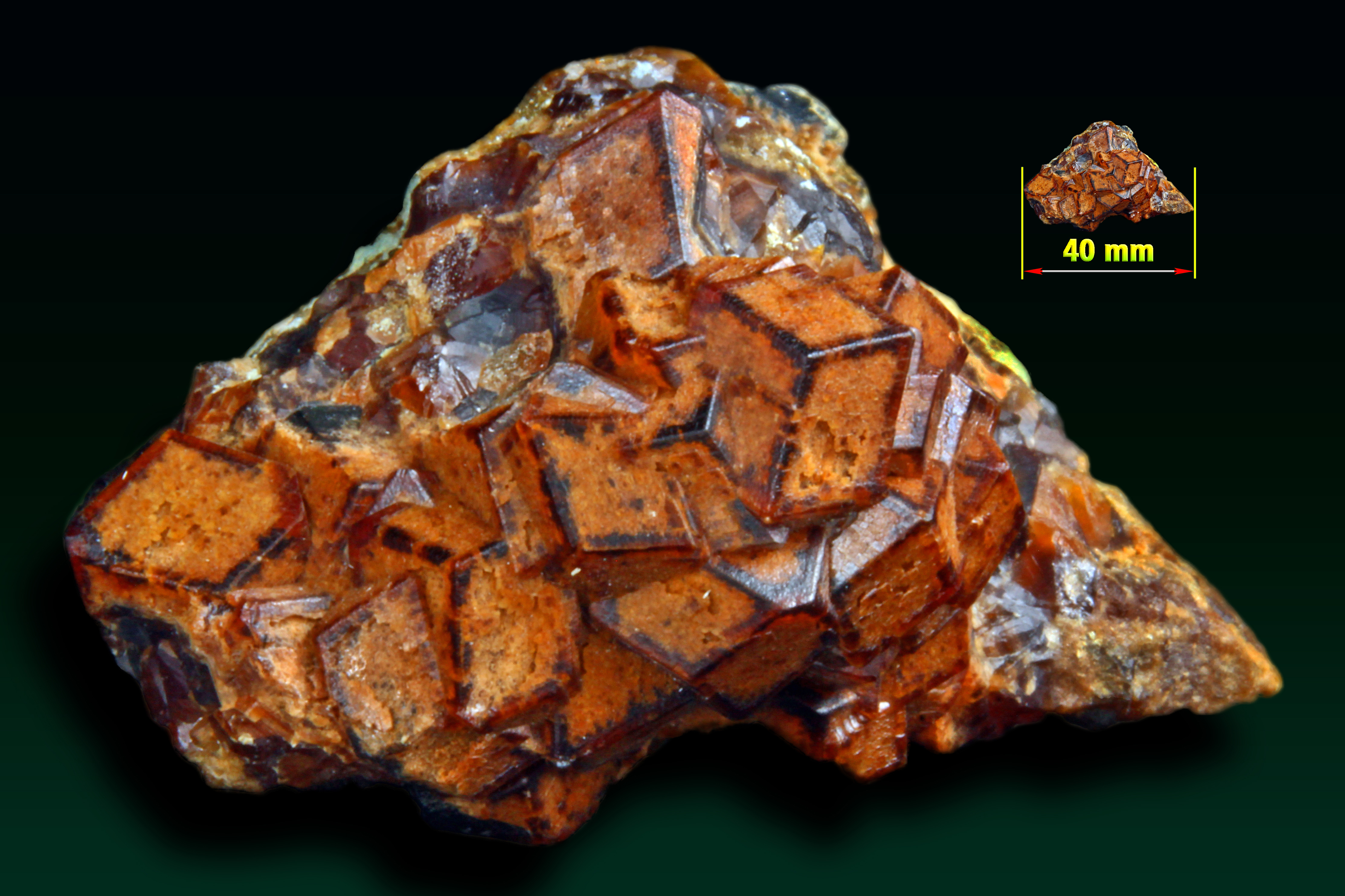
Andradyt z wyspy Serifos na Morzu Egejskim

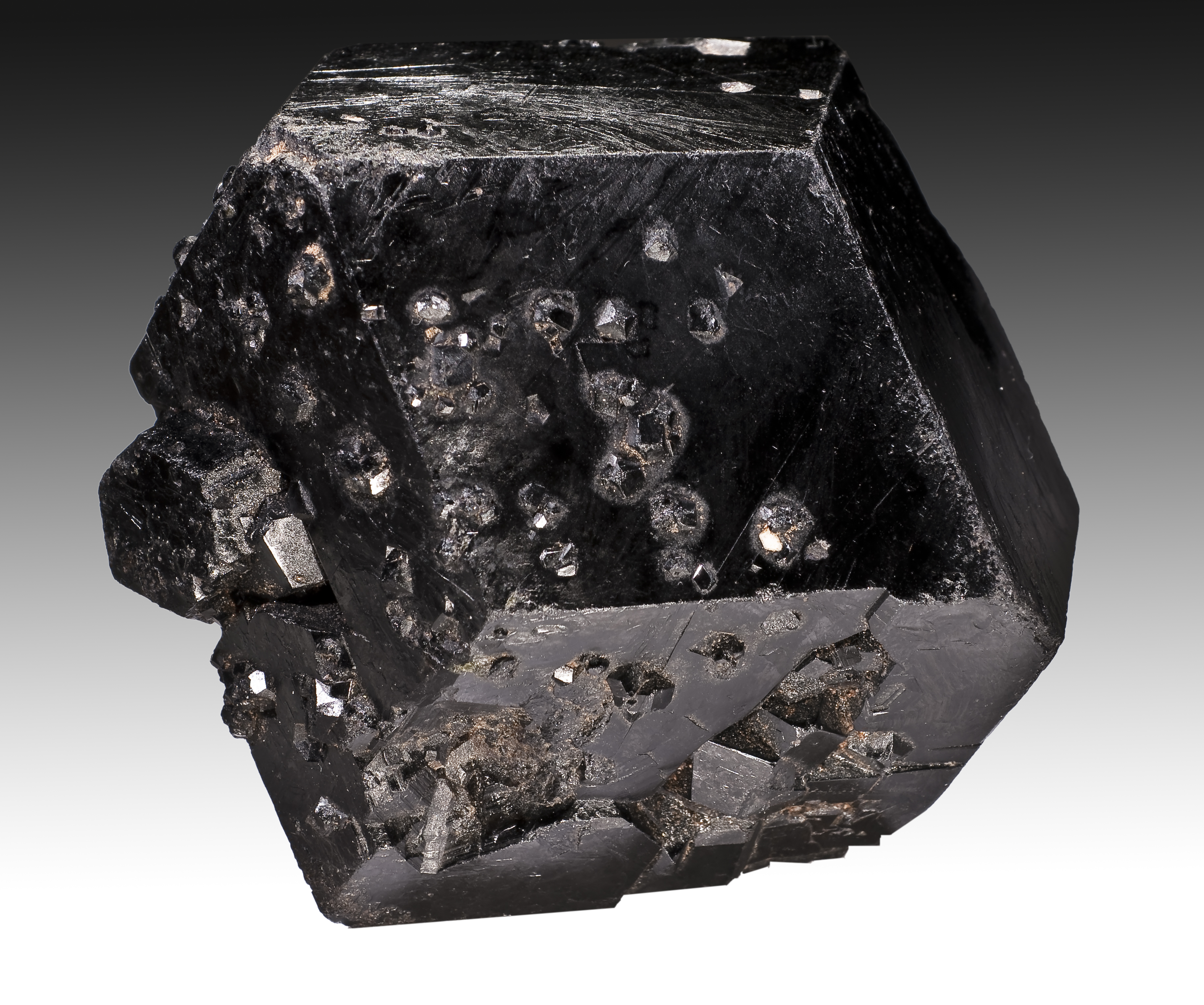
Melanit, odmiana andradytu

Andradyt – minerał z gromady krzemianów, odmiana granatu. Należy do grupy minerałów stosunkowo rzadkich.
Nazwę nadał mu w 1868 r. James Dwight Dana, na cześć brazylijskiego mineraloga Joségo Bonifáciego de Andrady, który po raz pierwszy opisał ten kamień w 1800 r. Okaz o wartości jubilerskiej został znaleziony po raz pierwszy w 1978 r.

## Właściwości
Krystalizuje w układzie regularnym. Tworzy kryształy podobne do innych granatów – dwunastościany rombowe lub dwudziestoczterościany deltoidowe. Pospolite są osobniki ksenomorficzne. Występuje w skupieniach ziarnistych, zbitych i w postaci naskorupień. Spotykany jako minerał wrosły czasami też narosły. Jest bardzo twardy, kruchy, niełupliwy, przezroczysty do nieprzezroczystego. Posiada białą rysę oraz szklisty połysk. Nie rozpuszcza się w kwasach, topi się w płomieniu dmuchawy. Rozpuszczalny w gorącym kwasie solnym. Występuje w wielu odmianach barwnych. Andradyt z grossularem wykazuje nieograniczoną mieszalność. Bogatsze w żelazo granaty wykazują silne właściwości magnetyczne. Licznie występują w nim włókniste inkluzje azbestu w kształcie końskiego ogona. Typowymi zanieczyszczeniami w strukturze są tytan, chrom, glin i magnez.

## Odmiany
- demantoid (diamentopodobny połysk) – zielony w odcieniach[3] (zawiera chrom);
- melanit – czarny, brunatny[3] spotykany też jest ciemnoczerwony (zawiera tytan);
- schorlomit – czarny ze szklistym połyskiem (zawiera więcej tytanu niż melanit);
- topazolit – zielonożółty, żółty[3];
- vulpinit – szarobiały, tworzy skupienia zbite[3];
- kolofonit – żółtobrunatny[3];

## Występowanie
Występuje w kontaktowo zmienionych skałach węglanowych zasobnych w żelazo, w skarnach, pojawia się w skałach wapienno-krzemianowych, łupkach chlorytowych, serpentynitach i rodingitach (demantoid i topazolit), w szczelinach tych skał. Także w skałach magmowych (szczególnie melanit), osadowych i metamorficznych. Znany także z klastycznych osadów jak żwiry i piaski. Towarzyszą mu zazwyczaj kalcyt, kwarc, epidot, wezuwian, grossular, hematyt, willemit, hausmanit, chloryt, hedenbergit, diopsyd, magnetyt i klinochlor.

## Miejsce występowania
Na świecie – Niemcy (Smreczany, Saksonia i Badenia), Austria, Szwajcaria, Rosja – Ural, USA – Arkansas, Grenlandia, Norwegia, Szwecja, Włochy – Alpy Włoskie, Piemont – topazolit, Uganda, Grecja, Francja, Finlandia, Sri Lanka, Iran, Japonia, Madagaskar, Mjanma, Kazachstan, Meksyk, Kongo, Korea Południowa, Namibia, Kanada – Kolumbia Brytyjska.
Polska – w Kowarach, Miedziance, Nasławicach, Kletnie i Podzamku (skarny) na Dolnym Śląsku. Sporadycznie spotykany w Górach i na Pogórzu Izerskim.

## Zastosowanie
- znaczenie naukowe i kolekcjonerskie[4]
- Demantoid jest bardzo cenionym kamieniem szlachetnym[4], szczególnie jego jaśniejsze odmiany (wykazują wspaniały ogień).
- Z melanitu wyrabia się biżuterię żałobną.
- Mimo że dość poszukiwany w jubilerstwie, zastosowanie jest ograniczone brakiem dobrego surowca. Pozyskiwane kryształy są zazwyczaj niewielkie i często zanieczyszczone. Oszlifowane kamienie zazwyczaj nie przekraczają masy 2–3 karata. Szlifowany jest zwykle fasetkowo[1].
- stosuje się go wyrobu pierścionków, broszek i wisiorków[1].
- pospolity surowiec dla przemysłu materiałów ściernych